# Радикофани
Радикофани (итал. Radicofani) је насеље у Италији у округу Сијена, региону Тоскана.
Према процени из 2011. у насељу је живело 655 становника. Насеље се налази на надморској висини од 775 м.

## Становништво
Према резултатима пописа становништва 2011. у општини је живело 1.151 становника.
| 1931. | 1936. | 1951. | 1961. | 1971. | 1981. | 1991. | 2001. | 2011. |
| ----- | ----- | ----- | ----- | ----- | ----- | ----- | ----- | ----- |
| 2.820 | 2.939 | 2.748 | 2.288 | 1.605 | 1.423 | 1.300 | 1.219 | 1.151 |